# Datchi Beraïa
Pour les articles homonymes, voir Beraia.
 (juin 2021).
Irakli Datchi Beraïa (en géorgien : ირაკლი დაჩი ბერაია ; né le 23 juillet 1976 à Saint-Pétersbourg) est un financier et un homme politique géorgien. Un ancien protégé de l'entrepreneur Bidzina Ivanichvili, il travaille au sein de sa banque Cartu Bank depuis 2004 avant de rejoindre le secteur public en 2016 comme membre de son parti politique, le Rêve géorgien. Il est élu au Parlement de Géorgie la même année comme représentant de la 64e circonscription (Senaki-Khobi) en Géorgie occidentale. En 2020, il est réélu, cette fois-ci comme membre de la liste électorale du RG. Il reste connu comme l'un des opposants aux amendements constitutionnels de 2019 qui auraient transformés le système électoral législatif de Géorgie en système proportionnel lors de la crise politique de 2019-2020.

## Biographie
Irakli Beraïa, surnommé Datchi, est né le 23 juillet 1976 à Saint-Pétersbourg, alors en Russie soviétique. D'origine géorgienne, il retourne dans sa jeunesse en Géorgie où il continue ses études financières à l'Université d'État de Tbilissi. En 2001, il commence sa carrière banquière, travaillant dans la United Georgian Bank jusqu'en 2004, quand il rejoint Cartu Bank, la banque privée du milliardaire géorgien Bidzina Ivanichvili. Il y occupe de nombreuses fonctions, telles que gestionnaire de crédit (2004-2008), directeur du département de méthodologie (2008), directeur-adjoint du département (2008-2013), puis directeur du département d'administration centrale jusqu'en 2016.
C'est en 2016 que Beraïa rejoint le monde politique et devient membre du parti au pouvoir, le Rêve géorgien, créé par Ivanichvili en 2012. Malgré le départ d'Ivanichvili de la direction du parti en 2013, il est néanmoins choisi comme candidat du RG aux élections législatives d'octobre 2016 dans la 64e circonscription, composée des municipalités de Senaki et de Khobi. Il est l'un des sept candidats, mais passe au second tour contre le candidat du Mouvement national uni Mamouka Tchokhonelidzé, qu'il défait le 30 octobre 2016. Au Parlement, il est membre du Comité du budget et des finances depuis 2016 (vice-président en 2016-2020), du Comité des Affaires agricoles (2017 puis depuis 2020), du Comité des Droits de l'homme et de l'intégration civile (2016-2020), du Comité des Affaires légales (2017-2019) et du Comité des Sports et des Affaires de jeunesse (depuis 2020). Il est aussi membre des groupes parlementaires d'amitié avec les États-Unis, la Belgique, la Bulgarie, l'Allemagne, l'Italie, la France, le Japon, l'Ukraine et la Suisse.
Durant son premier mandat, Beraïa est co-auteur d'un projet de loi qui supprime le statut de servant public aux gouverneurs de villages, un projet qui se révèle controversé pour ses effets sur la légalisation de l'utilisation de ressources administratives dans les campagnes électorales.
En tant que député, il est l'un des membres du RG à s'opposer au reste du parti et à voter contre les amendements constitutionnels misant à transformer le système électoral des élections parlementaires de 2020 en un modèle entièrement proportionnel, une proposition du RG ciblant à mettre fin à la crise politique qui fait rage depuis juin 2019. Plus tard, il cite la défaite de ces amendements comme le plus grand succès de la 9e convocation du Parlement géorgien. Il est toutefois opposé à la création d'une législature bicamérale, telle que proposée par certains de ses collègues, tant que la juridiction géorgienne d'est pas appliquée en Abkhazie et en Ossétie du Sud.
En décembre 2019, il est impliqué dans une confrontation avec le député MNU Roman Gotsiridzé.
Beraïa ne se représente pas dans sa circonscription en 2020 et est inclus dans la liste électorale du RG. Il est réélu le 31 octobre 2020 pour un second mandat.